# Kika Toulouse
Gabriella Toulouse, genannt Kika, (* 3. Mai 1989 in Arlington, Virginia) ist eine US-amerikanische Fußballspielerin, die zuletzt in der Saison 2014 bei den Houston Dash in der National Women’s Soccer League unter Vertrag stand.

## Karriere

### Verein
Im Jahr 2012 lief Toulouse für den unterklassigen schwedischen Verein Rågsveds IF auf, für den sie im Saisonverlauf neun Treffer erzielen konnte. Sie wurde im Februar 2013 vom NWSL-Teilnehmer Washington Spirit unter Vertrag genommen und gab ihr Ligadebüt am 14. April im Auswärtsspiel bei den Boston Breakers. Zur Folgesaison wechselte Toulouse zum Ligakonkurrenten Houston Dash, für den sie in sieben Ligaspielen auflief und nach einer Saison freigestellt wurde.

### Nationalmannschaft
Toulouse war im Jahr 2012 Mitglied der US-amerikanischen U-23-Nationalmannschaft.

## Erfolge
- 2011: WPSL-Meisterschaft (Orange County Waves)